# Historia del uniforme del Hamburgo S.V.
Los colores del club son oficialmente blanco, azul, rojo y negro, los fanáticos usan la combinación "schwarz-weiss-blau" (negro-blanco-azul), la indumentaria del equipo es camiseta blanca y pantalon rojo, que son los colores de la Ciudad Libre y Hanseática de Hamburgo y medias azules. Como resultado, el apodo más común del equipo es "die Rothosen" (los pantalones rojos). Debido a su edad y haber  sido el último equipo en descender en el fútbol alemán, el Hamburgo también se conoce como "der Dinosaurier" (el dinosaurio) y actualmente utiliza una mascota de dinosaurio llamada Hermann nombrada así por el viejo fisioterapeuta del club Hermann Rieger con fines de marketing.

## Variaciones

#### Titular
| 1947-48 | 1955-56 | 1962-63 | 1966-67 | 1967-68 | 1972-73 | 1973-74 | 1977-78 | 1978-81 |

| 1982-83 | 1983-84 | 1984-85 | 1986-87 | 1987-89 |  | 1989-90 | 1990-91 | 1992-94 | 1994–95 |

| 1995–96 | 1998-99 | 1999-01 | 2001-02 | 2002-04 | 2004-05 | 2005-06 | 2006-07 | 2007-09 |

| 2009-10 | 2010–11 | 2011–12 | 2012–13 | 2013–14 | 2014–15 | 2015–16 | 2016–17 | 2017–18 |

| 2018–19 | 2019–20 | 2020–21 | 2021–22 | 2022–23 | 2023–24 | 2024–25 | 2025–26 |

| 1947-48 | 1955-56 | 1962-63 | 1966-67 | 1967-68 | 1972-73 | 1973-74 | 1977-78 | 1978-81 |

| 1982-83 | 1983-84 | 1984-85 | 1986-87 | 1987-89 |  | 1989-90 | 1990-91 | 1992-94 | 1994–95 |

| 1995–96 | 1998-99 | 1999-01 | 2001-02 | 2002-04 | 2004-05 | 2005-06 | 2006-07 | 2007-09 |

| 2009-10 | 2010–11 | 2011–12 | 2012–13 | 2013–14 | 2014–15 | 2015–16 | 2016–17 | 2017–18 |

| 2018–19 | 2019–20 | 2020–21 | 2021–22 | 2022–23 | 2023–24 | 2024–25 | 2025–26 |

| 1947-48 | 1955-56 | 1962-63 | 1966-67 | 1967-68 | 1972-73 | 1973-74 | 1977-78 | 1978-81 |

| 1982-83 | 1983-84 | 1984-85 | 1986-87 | 1987-89 |  | 1989-90 | 1990-91 | 1992-94 | 1994–95 |

| 1995–96 | 1998-99 | 1999-01 | 2001-02 | 2002-04 | 2004-05 | 2005-06 | 2006-07 | 2007-09 |

| 2009-10 | 2010–11 | 2011–12 | 2012–13 | 2013–14 | 2014–15 | 2015–16 | 2016–17 | 2017–18 |

| 2018–19 | 2019–20 | 2020–21 | 2021–22 | 2022–23 | 2023–24 | 2024–25 | 2025–26 |

| 1947-48 | 1955-56 | 1962-63 | 1966-67 | 1967-68 | 1972-73 | 1973-74 | 1977-78 | 1978-81 |

| 1982-83 | 1983-84 | 1984-85 | 1986-87 | 1987-89 |  | 1989-90 | 1990-91 | 1992-94 | 1994–95 |

| 1995–96 | 1998-99 | 1999-01 | 2001-02 | 2002-04 | 2004-05 | 2005-06 | 2006-07 | 2007-09 |

| 2009-10 | 2010–11 | 2011–12 | 2012–13 | 2013–14 | 2014–15 | 2015–16 | 2016–17 | 2017–18 |

| 2018–19 | 2019–20 | 2020–21 | 2021–22 | 2022–23 | 2023–24 | 2024–25 | 2025–26 |

#### Uniforme Visitante
| 1983-84 | 1986-87 | 1987-89 | 1989-90 | 1990-91 | 1992-94 | 1994–95 | 1998-99 | 1999-01 |

| 2001–03 | 2003–05 | 2005–06 | 2006–07 | 2007–08 | 2008–10 | 2010–11 | 2011–12 | 2012–13 |

| 2013–14 | 2014–15 | 2015–16 | 2016–17 | 2017–18 | 2018–19 | 2019-20 | 2020-21 | 2021-22 |

| 2022-23 | 2023-24 | 2024-25 | 2025-26 |

| 1983-84 | 1986-87 | 1987-89 | 1989-90 | 1990-91 | 1992-94 | 1994–95 | 1998-99 | 1999-01 |

| 2001–03 | 2003–05 | 2005–06 | 2006–07 | 2007–08 | 2008–10 | 2010–11 | 2011–12 | 2012–13 |

| 2013–14 | 2014–15 | 2015–16 | 2016–17 | 2017–18 | 2018–19 | 2019-20 | 2020-21 | 2021-22 |

| 2022-23 | 2023-24 | 2024-25 | 2025-26 |

| 1983-84 | 1986-87 | 1987-89 | 1989-90 | 1990-91 | 1992-94 | 1994–95 | 1998-99 | 1999-01 |

| 2001–03 | 2003–05 | 2005–06 | 2006–07 | 2007–08 | 2008–10 | 2010–11 | 2011–12 | 2012–13 |

| 2013–14 | 2014–15 | 2015–16 | 2016–17 | 2017–18 | 2018–19 | 2019-20 | 2020-21 | 2021-22 |

| 2022-23 | 2023-24 | 2024-25 | 2025-26 |

| 1983-84 | 1986-87 | 1987-89 | 1989-90 | 1990-91 | 1992-94 | 1994–95 | 1998-99 | 1999-01 |

| 2001–03 | 2003–05 | 2005–06 | 2006–07 | 2007–08 | 2008–10 | 2010–11 | 2011–12 | 2012–13 |

| 2013–14 | 2014–15 | 2015–16 | 2016–17 | 2017–18 | 2018–19 | 2019-20 | 2020-21 | 2021-22 |

| 2022-23 | 2023-24 | 2024-25 | 2025-26 |

#### Uniforme Alternativo
| 1976-77 Final Copa de Europa | 1977 Copa de Europa | 1978-79 titular alternativo | 1979-80 Final Copa de Europa |  | 1994–95 titular alternativo |

| 1976-77 Final Copa de Europa | 1977 Copa de Europa | 1978-79 titular alternativo | 1979-80 Final Copa de Europa |  | 1994–95 titular alternativo |

| 1976-77 Final Copa de Europa | 1977 Copa de Europa | 1978-79 titular alternativo | 1979-80 Final Copa de Europa |  | 1994–95 titular alternativo |

| 1976-77 Final Copa de Europa | 1977 Copa de Europa | 1978-79 titular alternativo | 1979-80 Final Copa de Europa |  | 1994–95 titular alternativo |

## Patrocinio
| Patrocinio del HSV | Patrocinio del HSV | Patrocinio del HSV |
| Periodo            | Proveedor          | Patrocinador       |
| ------------------ | ------------------ | ------------------ |
| 1974-76            | Ninguno            |                    |
| 1976–79            | Ninguno            |                    |
| 1979–87            |                    |                    |
| 1987–94            | Sharp              |                    |
| 1994–95            |                    |                    |
| 1995–98            |                    |                    |
| 1998–00            | Fila               |                    |
| 2000-01            | Fila               |                    |
| 2001-03            |                    |                    |
| 2003-05            | ADIG               |                    |
| 2005-06            | ADIG               | Puma               |
| 2006-07            | Fly Emirates       | Puma               |
| 2007-2020          | Fly Emirates       |                    |
| 2020-Presente      | --                 |                    |

La indumentaria del HSV fue hecha por Adidas de 1979 a 1995 y el club recontrató a Adidas en 2007 que mientras tanto había trabajado con un número grande de sus competidores. El primer patrocinio en la camiseta fue introducido en 1974. Lleva en su camiseta la publicidad de las aerolíneas Emirates desde 2006.
Nota: No fue hasta la década de 1970 cuando el club adoptó la incorporación de patrocinadores y publicidad en su uniforme. Hasta entonces las firmas o fábricas deportivas que confeccionaban la vestimenta no se encontraban patentes ni a la vista.